# セシル・ロバーツ
セシル・エドリック・モーニントン・ロバーツ（Cecil Edric Mornington Roberts、1892年5月18日 - 1976年12月20日）はイギリスのジャーナリスト、小説家、詩人。
イングランド東部・ノッティンガム生まれ。1913年に発表した詩"To the Trent"（トレントへ行こう）でカーク・ホワイト記念賞を受賞。第一次世界大戦において1915年から1918年までリヴァプール・ポスト紙の従軍記者を務めた後、フリーとなる。1919年、ロバーツはアメリカ行きの大西洋を横断する船に乗り合わせたヒュー・ロフティングと仲良くなるが、ロフティングが西部戦線に従軍していた際に2人の子供へ宛てて書き送っていた動物の言葉が話せる医師「ドリトル先生」の物語を見せられて感銘を受け、ニューヨークのF・A・ストークス社をロフティングに紹介する。この物語は1920年に"The Story of Doctor Dolittle"（ドリトル先生アフリカゆき）として出版され、全12巻のシリーズは世界的に著名な児童文学作品となった。
ロバーツ自身は1922年に発表した"Scissors"（はさみ）で小説家としてデビューし、以後も1933年の"Pilgrim Cottage"（巡礼の小屋）、1935年の"Volcano"（火山）などを次々にヒットさせてイギリスにおける流行作家の一人となった。第二次世界大戦中は元イギリス外務大臣で駐米イギリス大使となったハリファックス子爵エドワード・ウッドの支援を受けて米英で講演活動に従事し、終戦後はイタリアのアラッシオで悠々自適の生活を送る。
1976年死去。満84歳。